# Mapusaurus
A Mapusaurus (Föld gyík) egy óriás carnosaurus dinoszaurusz nem, amely Argentínában élt a késő kréta korban. Hasonló méretű volt, mint közeli rokona, a Giganotosaurus, legnagyobb ismert példányának hossza elérte a 10,2 métert, tömege  körülbelül 3-5 tonna lehetett, különálló maradványai pedig összevethetők a 12,2 méteresre becsült Giganotosaurus holotípus leletanyagával. A Mapusaurust 1997 és 2001 között ásta ki egy argentin-kanadai dinoszaurusz-kutató expedíció, a Huincul-formáció egyik kibúvásán (a cenomani korszakhoz tartozó Rio Limay-csoportban), Cañadon del Gato területén. 2006-ban Rodolfo Coria és Phil Currie nevezte el a leletet és készített róla leírást.
A Mapusaurus név a mapucsék nevének „a Földé” jelentésű előtagjából és az ógörög sauros „gyík”' szóból származik. A típusfaj, a Mapusaurus roseae, egyszerre utal a rózsaszínű sziklákra, melyek között a fosszíliát megtalálták és az expedíciót támogató Rose Letwinre.

## Osztályozás
A Coria és Currie által elvégzett kladisztikus elemzés eredménye megmutatta, hogy a Mapusaurus a Carcharodontosauridae kládba tartozik. A szerzők megjegyezték, hogy a combcsont szerkezete alapján közelebbi rokonságban állhat a Giganotosaurusszal, mint bármely más, a Carcharodontosaurushoz közel álló taxon. E kapcsolat alapján egy új monofiletikus csoportot hoztak létre, a Giganotosaurinae alcsaládot, amibe valamennyi carcharodontosaurida bele tartozik, amely közelebb áll a Giganotosaurushoz és a Mapusaurushoz, mint a Carcharodontosaurushoz. Ideiglenesen ide sorolták be a Tyrannotitan nemet is, az ismert példányairól készülő részletesebb leírások megjelenéséig.

## Ősbiológia

A Mapusaurus és az ember méretének összehasonlítása

A Mapusaurus fosszilis maradványait egy olyan csontmederben fedezték fel, ami legalább hét, különböző növekedési stádiumban levő példányt tartalmazott. Coria és Currie úgy vélte, hogy a fosszíliák egy hosszú időszakot fednek le, valószínűleg véletlenül (valamilyen ragadozó csapdában) összegyűlt tetemek konzerválódásával jöttek létre és talán kulcsként használhatók a Mapusaurus viselkedésének megismeréséhez. A további ismert theropoda csontmedrek között található a Utah állambeli Allosaurus uralta Cleveland Lloyd Dinosaur Quarry, az albertai Albertosaurus csontmeder és a montanai Daspletosaurus csontmeder.
A Museo Carmen Funes őslénykutatója, Rodolfo Coria megjelentetett cikkével ellentétben egy sajtókonferencián elismételte korábbi kijelentését, miszerint a csontmedrekben összegyűlt fosszíliák arra utalhatnak, hogy a Mapusaurus csoportokban vadászott, melyekben az egyedek együttes erővel ejtették el a zsákmányt, például az olyan óriási sauropodákat, mint az Argentinosaurus. Ha ez igaz, akkor ez lehet az első tényleges bizonyíték a nagy méretű theropodák csoportos viselkedésére vonatkozóan, a Tyrannosaurustól eltekintve, melyről nem tudni, hogy a vadászata szervezett falkákban (a farkasokra jellemzően) vagy összeverődött tömegben történt-e. A szerzők a Huincul-formáció Cañadon del Gato térségben levő lerakódási környezetét édesvízi őscsatorna lerakódásként értelmezték, „melyet egy száraz vagy félszáraz éghajlatú terület hirtelen vagy évszakos áradása hozott létre”. Ez a csontmeder különösen érdekes a Huincul-formáció általános fosszíliahiányának fényében.

## Anatómia
A nem kijelölt holotípusa és típusfaja a Mapusaurus roseae egy különálló jobb orrcsont (a Museo Carmen Funes, Paleontología de Vertebrados, Plaza Huincul, Neuquén, MCF-PVPH-108.1 jelzésű lelete). Tizenkét paratípust jelöltek ki, további különálló csontvázelemek alapján. A Mapusaurus csontmederből származó több különálló részből, összeállítható a csontváz nagy része.
Coria és Currie ezt írták a Mapusaurusról: „A Mapusaurus nem egy carcharodontosaurida theropoda, melynek koponyája eltér a Giganotosaurusétól az alábbi tulajdonságok révén: vastag, ráncos, összeforratlan orrcsontok, melyek szűkebbek az orrcsont/állcsont/könnycsont kapcsolódásánál; az állcsonton levő szem előtti árok nagyobb kiterjedésű, az állcsonti koponyaablak kisebb; a szem előtti és az állcsonti koponyaablakok közötti rúd (támaszték) szélesebb; a könnycsonti szarv alacsonyabb és laposabb; a homlokelőtti csont átlósan szélesebb a könnycsontnál; a szemhéjcsont oldalsó szegélye lefelé, oldalra hajlik; alacsony fogközi lemezek; a meckeli-csatorna magasabban helyezkedik el; az állkapocs elejének alsó része nagyobb mértékben dől hátrafelé.”

## Popkulturális hatás
Az állat szerepel a 2011-es őshüllők bolygója című dokumentumfilm sorozat első részében (új óriások). A sorozatban bemutatnak egy jelenetet, ahol egy csapat Mapusaurus megtámad egy Argentinoszauruszt.

## Fordítás
Ez a szócikk részben vagy egészben  a   Mapusaurus című angol Wikipédia-szócikk ezen változatának fordításán alapul.  Az eredeti cikk szerkesztőit annak laptörténete sorolja fel. Ez a jelzés csupán a megfogalmazás eredetét és a szerzői jogokat jelzi, nem szolgál a cikkben szereplő információk forrásmegjelöléseként.